# Benzo(b)fluoranthène
Pour les articles homonymes, voir Benzofluoranthène.
Le benzo[b]fluoranthène est un hydrocarbure aromatique polycyclique de formule C20H12.